# 대방광원각수다라요의경 권1
대방광원각수다라요의경 권1(大方廣圓覺脩多羅了義經 卷1)은 서울특별시 종로구, 국립고궁박물관에 있는 고려시대의 불경이다. 2007년 7월 13일 대한민국의 보물 제1518호로 지정되었다.

## 개요
대방광원각수다라요의경(大方廣圓覺修多羅 了義經)은 줄여서 ‘원각경(圓覺經)’이라고 도 하며, 우리나라 강원에서 4교과의 하나 로 채택된 경전으로 불교 수행의 길잡이 구실을 하는 경전이다.
김민영 소장본은 권말에 이색(李穡)의 발문 및 간행에 참여한 명단과 아울러 '庚申四月開版'이란 간기가 있다. 이를 통해 이 경(經)이 고려 우왕 6(1380)에 經書比丘 , 云首 등이 필사에 참여하고 志峯, 覺海의 募緣에 의해서 通憲大夫 判司 宰寺事 鄭□□와 咸石柱, 奉常大夫… 少 尹 吳稱吉, 檢校中郞將 李元奇 등의 시주로 志道, 禪指, 志祥, 勝海이 刻手로 참여 하여 판각된 것임을 알 수 있다.
송나라 효종의 주가 달린 원각경으로 이색의 발문이 실려 있는 고려 우왕 때인 1380년에 간행된 희귀한 판본으로 가치가 높다.

## 같이 보기
- 원각경
- 대방광원각수다라요의경

## 참고 자료
- 대방광원각수다라요의경 권1 - 국가유산청 국가유산포털